# Глория (футбольный клуб, Бистрица)
«Глория» (рум. FC Gloria Bistrița) — румынский футбольный клуб из города Бистрица.

## История
Клуб был основан 6 июля 1922. В 1950—1958 годах клуб носил имя «Прогресул», а с 1958 года — вновь «Глория».
25 июля 2014 клуб вылетел в Лигу III из-за многочисленных финансовых задолженностей и изменил своё название на «Глория Прогресул». 3 августа 2015 года вылетел в Лигу V вновь из-за многочисленных финансовых проблем и изменил название на «Глория». 15 ноября 2015 года в силу все же финансовых проблем клуб был расформирован.

## Достижения
- Обладатель Кубка Румынии: 1994
- Финалист Кубка Румынии: 1996